# Ponta Preta (Santiago)

Ponta Preta est un cap au nord-ouest de  l'île de Santiago au Cap-Vert.

## Présentation
Ponta Preta se trouve à environ 3 km au nord-ouest de la ville de Tarrafal et marque la limite nord-ouest de la baie de Tarrafal. 
Le phare de Ponta Preta est construit sur le Ponta Preta.